# 今市站
今市站（日语：／ Imaichi eki */?）是東日本旅客鐵道（JR東日本）日光線的鐵路車站，位於日本栃木縣日光市平崎（平ケ崎）。

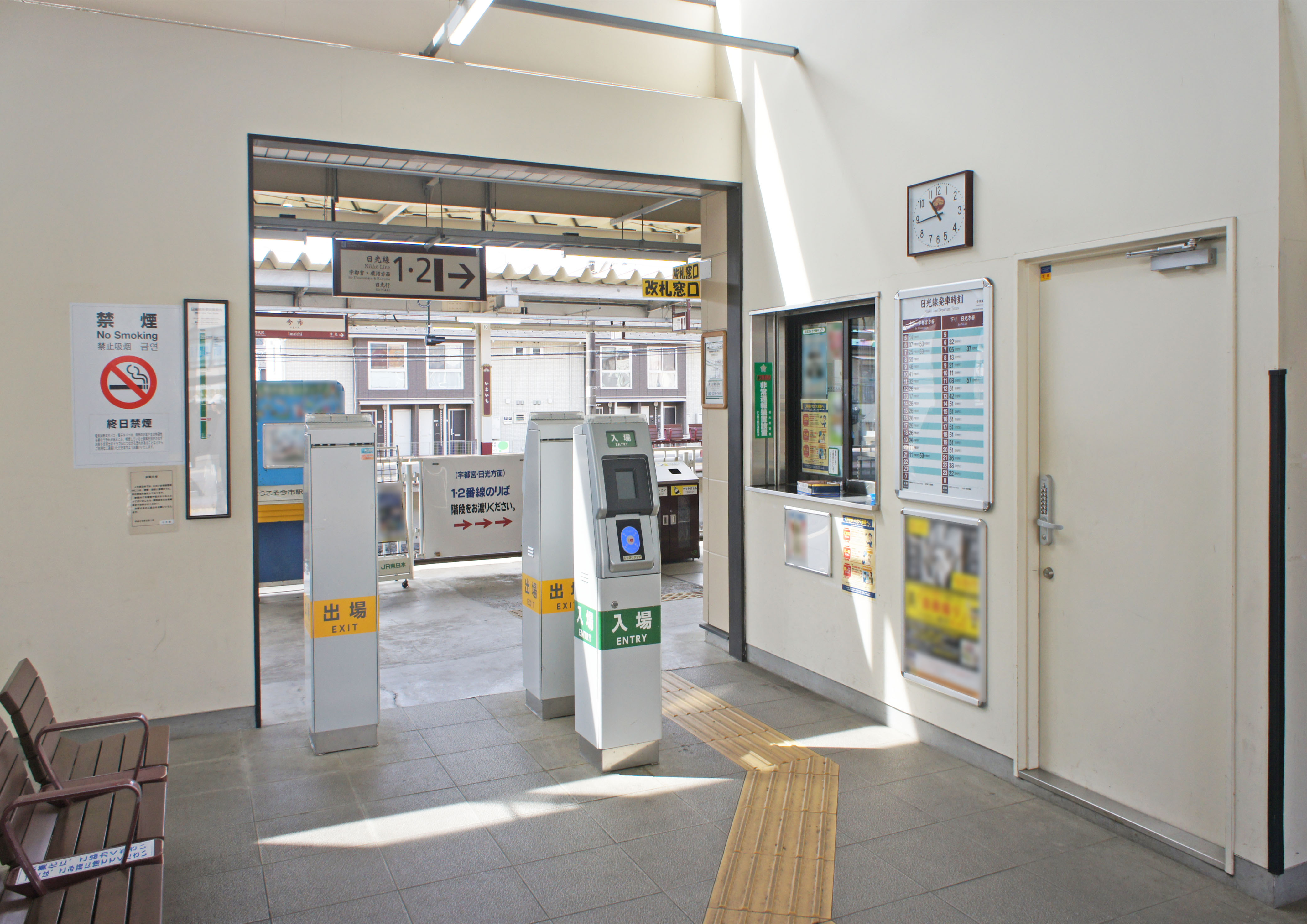
檢票口（2022年3月）

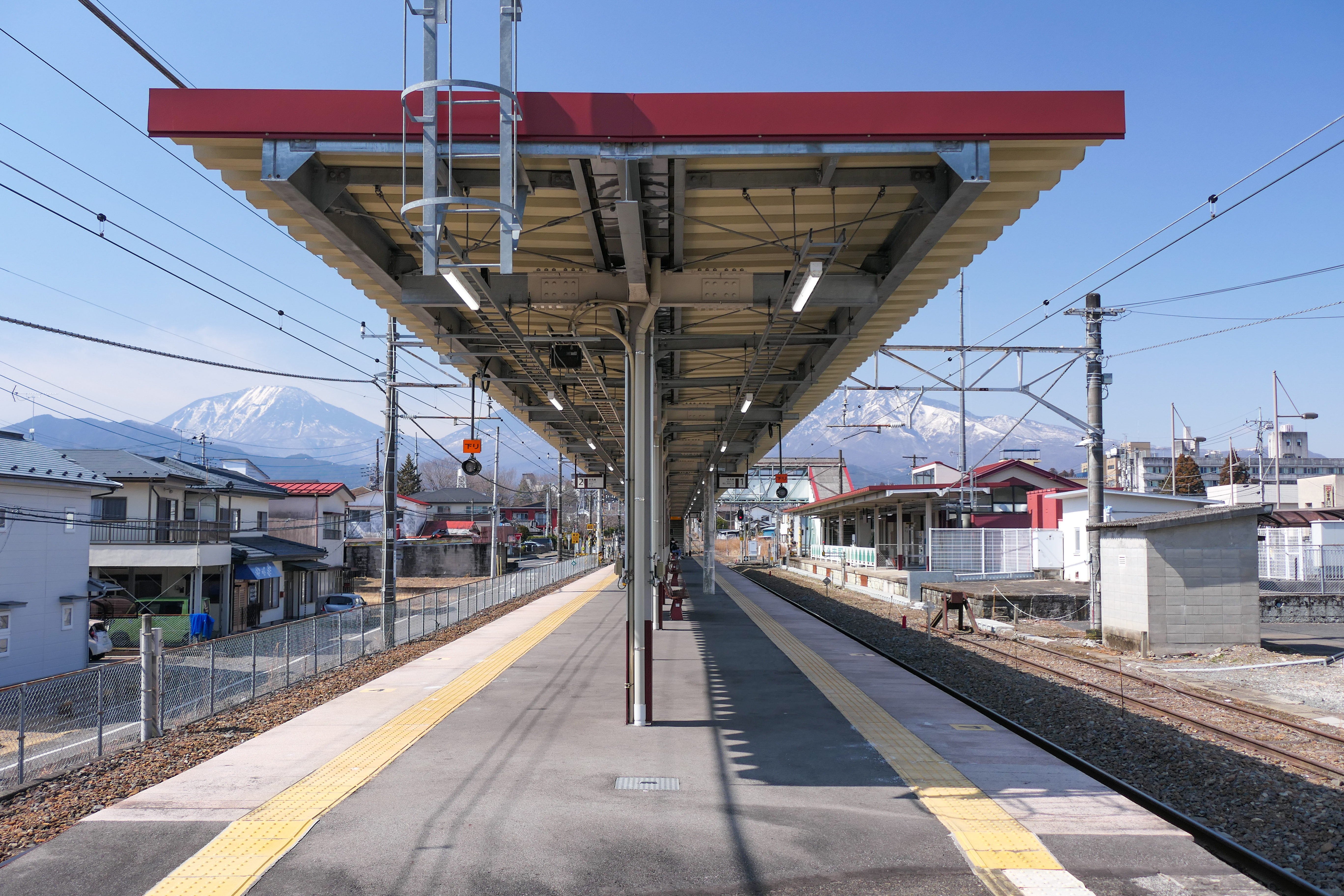
月台（2022年3月）

## 車站構造
島式月台1面2線的地面車站。設置有綠色窗口（營業時間 6:00～20:00）與簡易Suica剪票機。

### 月台配置
| 月台 | 路線    | 方向 | 目的地           | 備註               |
| ---- | ------- | ---- | ---------------- | ------------------ |
| 1    | ■日光線 | 上行 | 鹿沼、宇都宮方向 |                    |
| 1    | ■日光線 | 下行 | 日光方向         | 通常在此月台       |
| 2    | ■日光線 | 下行 | 日光方向         | 只限無法行駛時使用 |

（來源：JR東日本:車站構內圖（页面存档备份，存于））

## 使用情況
根據JR東日本，2019年（令和元年）度1日平均上車人次為1,170人。
近年的推移如下表。
| 上車人次推移       | 上車人次推移     | 上車人次推移    |
| 年度               | 1日平均 上車人次 | 來源            |
| ------------------ | ---------------- | --------------- |
| 2000年（平成12年） | 1,581            | [ 利用客数 2 ]  |
| 2001年（平成13年） | 1,543            | [ 利用客数 3 ]  |
| 2002年（平成14年） | 1,545            | [ 利用客数 4 ]  |
| 2003年（平成15年） | 1,528            | [ 利用客数 5 ]  |
| 2004年（平成16年） | 1,474            | [ 利用客数 6 ]  |
| 2005年（平成17年） | 1,423            | [ 利用客数 7 ]  |
| 2006年（平成18年） | 1,340            | [ 利用客数 8 ]  |
| 2007年（平成19年） | 1,295            | [ 利用客数 9 ]  |
| 2008年（平成20年） | 1,278            | [ 利用客数 10 ] |
| 2009年（平成21年） | 1,241            | [ 利用客数 11 ] |
| 2010年（平成22年） | 1,233            | [ 利用客数 12 ] |
| 2011年（平成23年） | 1,163            | [ 利用客数 13 ] |
| 2012年（平成24年） | 1,170            | [ 利用客数 14 ] |
| 2013年（平成25年） | 1,187            | [ 利用客数 15 ] |
| 2014年（平成26年） | 1,116            | [ 利用客数 16 ] |
| 2015年（平成27年） | 1,149            | [ 利用客数 17 ] |
| 2016年（平成28年） | 1,113            | [ 利用客数 18 ] |
| 2017年（平成29年） | 1,165            | [ 利用客数 19 ] |
| 2018年（平成30年） | 1,161            | [ 利用客数 20 ] |
| 2019年（令和元年） | 1,170            | [ 利用客数 21 ] |

## 車站周邊
- 日光市營巴士：今市 - 小來川線「今市站前」巴士站
- 栃木縣道229號今市停車場線
- 栃木縣道62號今市氏家線
- 國道119號（日光杉並木街道）
- 國道121號（日光例幣使街道、大桑側道）
- 栃木縣道70號宇都宮今市線
- 日光宇都宮道路今市交流道
- 大谷川
- 赤堀川
- 田川
- 栃木縣立今市高等學校
- 歷史民俗資料館
- 今市圖書館
- 今市警察署小倉町交番
- 今市報德二宮神社
- 東武（日光線・鬼怒川線）下今市站（徒歩約10分）
- 日光市役所（舊今市市役所）
- 今市郵便局（日本郵便今市支店併設）
- 下今市郵便局

## 歷史
- 1890年（明治23年）6月1日 - 開業。
- 1987年（昭和62年）4月1日 - 國鐵分割民營化成為東日本旅客鐵道車站。
- 2008年（平成20年）3月15日 - Suica開始使用。

## 相鄰車站
東日本旅客鐵道
■日光線
下野大澤－今市－日光

### 使用情況
1. ↑  . 東日本旅客鉄道.   [2019-07-21]. （原始内容存档于2019-07-05）.
2. ↑  . 東日本旅客鉄道.   [2019-03-08]. （原始内容存档于2019-03-27）.
3. ↑  . 東日本旅客鉄道.   [2019-03-08]. （原始内容存档于2019-03-27）.
4. ↑  . 東日本旅客鉄道.   [2019-03-08]. （原始内容存档于2019-03-27）.
5. ↑  . 東日本旅客鉄道.   [2019-03-08]. （原始内容存档于2019-03-27）.
6. ↑  . 東日本旅客鉄道.   [2019-03-08]. （原始内容存档于2019-03-27）.
7. ↑  . 東日本旅客鉄道.   [2019-03-08]. （原始内容存档于2019-03-27）.
8. ↑  . 東日本旅客鉄道.   [2019-03-08]. （原始内容存档于2019-03-27）.
9. ↑  . 東日本旅客鉄道.   [2019-03-08]. （原始内容存档于2019-04-02）.
10. ↑  . 東日本旅客鉄道.   [2019-03-08]. （原始内容存档于2019-03-27）.
11. ↑  . 東日本旅客鉄道.   [2019-03-08]. （原始内容存档于2019-03-27）.
12. ↑  . 東日本旅客鉄道.   [2019-03-08]. （原始内容存档于2019-03-27）.
13. ↑  . 東日本旅客鉄道.   [2019-03-08]. （原始内容存档于2019-03-27）.
14. ↑  . 東日本旅客鉄道.   [2019-03-08]. （原始内容存档于2018-10-26）.
15. ↑  . 東日本旅客鉄道.   [2019-03-08]. （原始内容存档于2016-04-04）.
16. ↑  . 東日本旅客鉄道.   [2019-03-08]. （原始内容存档于2019-03-27）.
17. ↑  . 東日本旅客鉄道.   [2019-03-08]. （原始内容存档于2019-03-23）.
18. ↑  . 東日本旅客鉄道.   [2019-03-08]. （原始内容存档于2017-07-29）.
19. ↑  . 東日本旅客鉄道.   [2019-03-08]. （原始内容存档于2018-07-06）.
20. ↑  . 東日本旅客鉄道.   [2019-07-21]. （原始内容存档于2019-07-05）.
21. ↑  . 東日本旅客鉄道.   [2020-07-18]. （原始内容存档于2020-07-11）.

## 外部連結
- 車站資訊（今市）：東日本旅客鐵道